# Lepisanthes perrieri
Lepisanthes perrieri är en kinesträdsväxtart som först beskrevs av Choux, och fick sitt nu gällande namn av Buerki, Callm. & Lowry. Lepisanthes perrieri ingår i släktet Lepisanthes och familjen kinesträdsväxter. Inga underarter finns listade i Catalogue of Life.